# Johan Beck
Johan Beck (?–?) osztrák nemzetközi labdarúgó-játékvezető. Teljes neve Johannes "Johann" Frederik Beck.

## Pályafutása

### Nemzeti játékvezetés
Nemzeti labdarúgó-szövetségének megfelelő játékvezető bizottsága minősítése alapján lett az 1. Liga játékvezetője. Küldési gyakorlat szerint rendszeres partbírói szolgálatot végzett.

### Nemzetközi játékvezetés
Az Osztrák labdarúgó-szövetség Játékvezető Bizottsága (JB) terjesztette fel nemzetközi játékvezetőnek, a Nemzetközi Labdarúgó-szövetség (FIFA) 1948-tól tartotta nyilván bírói keretében. A FIFA JB központi nyelvei közül a németet beszéli. Több nemzetek közötti válogatott és klubmérkőzést vezetett, vagy működő társának partbíróként segített. A  nemzetközi játékvezetéstől 1948-ban búcsúzott. Válogatott mérkőzéseinek száma: 3.

#### Olimpiai játékok
Az 1948. évi nyári olimpiai játékok labdarúgó tornáját, ahol a FIFA JB bírói szolgálatra alkalmazta. A kor elvárása szerint az egyes számú partbíró játékvezetői sérülésnél átvette a mérkőzés vezetését. Partbíróként egy mérkőzésre egyes számú, egy találkozóra 2. pozícióban kapott küldést.
| Időpont            | Helyszín                             | Mérkőzés típusa | Mérkőzés         | Eredmény | Nézők száma |
| ------------------ | ------------------------------------ | --------------- | ---------------- | -------- | ----------- |
| 1948. augusztus 2. | Green Pond Road Stadion, Walthamstow | első forduló    | Törökország–Kína | 4 – 0    | 3000        |